# Tiếng Tây Ban Nha Cuba
Tiếng Tây Ban Nha Cuba (español Cubano) gọi là thông tục đơn giản là cubano, hoặc thậm chí là cubañol là một phương ngữ của tiếng Tây Ban Nha. Đó là phương ngữ được sử dụng chủ yếu ở Cuba. Nó chia sẻ nhiều tính năng giống như các phương ngữ Caribe khác của tiếng Tây Ban Nha.